# 조잔촌
조잔촌(일본어: 城山村)은 일본 구마모토현 아키타군·호타쿠군에 설치되었던 촌이다. 현재의 구마모토시에 해당한다.

## 역사
- 1889년 4월 1일 - 정촌제 시행에 의해 다쿠마군 조잔촌이 성립하였다.
- 1892년 - 아키타군과 합병해 호타쿠군이 되었다.
- 1944년 2월 11일 - 다카하시정, 이케노우에촌과 합병해 미와정이 되었다.
- 1950년 5월 1일 - 산와정에서 분립하였다.
- 1953년 7월 1일 - 구마모토시에 편입되었다.

## 참고 문헌
- 角川日本地名大辞典編纂委員会, 『角川日本地名大辞典 43 熊本県』1987, 角川書店